# کاچی، هریپور
کاچی (به انگلیسی: Kachi) یک منطقهٔ مسکونی در پاکستان است که در خیبر پختونخوا واقع شده‌است. کاچی ۵۵۸ متر بالاتر از سطح دریا واقع شده‌است.